# BMW Open 2011
BMW Open 2011 — тенісний турнір, що проходив на ґрунтових кортах у місті Мюнхен, Німеччина з 25 квітня. Належав до категорії ATP World Tour 250.

## Фінальна частина

### Одиночний розряд
Микола Давиденко —  Флоріан Маєр (тенісист) 6–3, 3–6, 6–1

### Парний розряд
Сімоне Болеллі /  Орасіо Себальйос —  Андреас Бек /  Крістофер Кас 7–6(7–3), 6–4